# IC 2056
IC 2056 — галактика типу SBbc (компактна витягнута галактика) у сузір'ї Сітка.
Цей об'єкт міститься в оригінальній редакції індексного каталогу.